# Ray Spalding
Raymond Mark Spalding, detto Ray (Louisville, 11 marzo 1997), è un cestista statunitense, professionista nella NBA.

## Carriera
È stato selezionato dai Philadelphia 76ers al secondo giro del Draft NBA 2018 (56ª scelta assoluta).

## Statistiche

### College
| Anno      | Squadra              | PG  | PT | MP   | TC%  | 3P%  | TL%  | RP  | AP  | PRP | SP  | PP   |
| --------- | -------------------- | --- | -- | ---- | ---- | ---- | ---- | --- | --- | --- | --- | ---- |
| 2015-2016 | Louisville Cardinals | 30  | 6  | 17,5 | 56,0 | 33,3 | 50,0 | 4,3 | 0,5 | 0,9 | 0,7 | 5,6  |
| 2016-2017 | Louisville Cardinals | 34  | 8  | 19,2 | 59,0 | 0,0  | 54,5 | 5,5 | 0,8 | 0,6 | 0,9 | 5,9  |
| 2017-2018 | Louisville Cardinals | 36  | 34 | 27,6 | 54,3 | 26,3 | 64,0 | 8,7 | 1,3 | 1,5 | 1,7 | 12,3 |
| Carriera  | Carriera             | 100 | 48 | 21,7 | 55,7 | 24,0 | 57,9 | 6,3 | 0,9 | 1,0 | 1,1 | 8,1  |

### NBA

#### Regular Season
| Anno      | Squadra          | PG | PT | MP   | TC%  | 3P% | TL%  | RP  | AP  | PRP | SP  | PP  |
| --------- | ---------------- | -- | -- | ---- | ---- | --- | ---- | --- | --- | --- | --- | --- |
| 2018-2019 | Dallas Mavericks | 1  | 0  | 1,0  | -    | -   | -    | 0,0 | 0,0 | 0,0 | 0,0 | 0,0 |
| 2018-2019 | Phoenix Suns     | 13 | 3  | 11,3 | 53,2 | 0,0 | 33,3 | 3,7 | 0,4 | 0,7 | 0,6 | 4,2 |
| 2020-2021 | Houston Rockets  | 2  | 0  | 9,5  | 50,0 | 0,0 | 0,0  | 2,0 | 0,0 | 0,0 | 1,0 | 2,0 |
| Carriera  | Carriera         | 16 | 3  | 10,4 | 52,9 | 0,0 | 28,6 | 3,3 | 0,3 | 0,6 | 0,6 | 3,6 |

### G League
| Anno      | Squadra       | PG  | PT  | MP   | TC%  | 3P%  | TL%  | RP   | AP  | PRP | SP  | PP   |
| --------- | ------------- | --- | --- | ---- | ---- | ---- | ---- | ---- | --- | --- | --- | ---- |
| 2018-2019 | Texas Legends | 29  | 26  | 30,1 | 51,4 | 23,1 | 56,0 | 9,4  | 1,7 | 1,6 | 2,5 | 15,9 |
| 2019-2020 | R.G.V. Vipers | 20  | 18  | 26,5 | 62,4 | 32,4 | 56,5 | 8,4  | 2,1 | 1,3 | 1,8 | 15,4 |
| 2019-2020 | Greens. Swarm | 16  | 6   | 24,7 | 50,9 | 25,7 | 42,3 | 8,5  | 2,6 | 1,4 | 1,0 | 12,0 |
| 2020-2021 | R.G.V. Vipers | 2   | 2   | 27,5 | 62,5 | 16,7 | 75,0 | 12,5 | 2,5 | 0,5 | 1,5 | 18,5 |
| 2022-2023 | R.G.V. Vipers | 40  | 23  | 22,0 | 54,5 | 21,8 | 50,9 | 6,8  | 1,8 | 1,1 | 1,2 | 9,7  |
| 2023-2024 | R.G.V. Vipers | 47  | 38  | 25,2 | 49,8 | 29,5 | 51,3 | 6,1  | 2,7 | 1,8 | 1,7 | 11,6 |
| Carriera  | Carriera      | 154 | 113 | 25,5 | 53,1 | 26,6 | 53,4 | 7,5  | 2,2 | 1,5 | 1,7 | 12,6 |